# Маріо Пашалич
Маріо Пашалич (хорв. Mario Pašalić; нар. 9 лютого 1995, Майнц) — хорватський футболіст, півзахисник італійської «Аталанти» і національної збірної Хорватії.

## Клубна кар'єра
Вихованець юнацьких команд футбольних клубів ГОШК та «Хайдук» (Спліт).
У дорослому футболі дебютував 2013 року виступами за команду клубу «Хайдук» (Спліт), в якій провів один сезон, взявши участь у 32 матчах чемпіонату. Більшість часу, проведеного у складі «Хайдука», був основним гравцем команди. У складі «Хайдука» був одним з головних бомбардирів команди, маючи середню результативність на рівні 0,34 голу за гру першості.
Своєю грою за цю команду привернув увагу представників тренерського штабу клубу «Челсі», до складу якого приєднався 2014 року, але не закріпився в основі команди і був віданий в оренду на сезон 2014/15 років до іспанського «Ельче».
Згодом гравець продовжував віддаватися в оренду, провів по одному сезону в «Монако», «Мілані» і московському «Спартаку».
Влітку 2018 року приєднався до п'ятого клубу, до якого віддавався в оренду з «Челсі», яким стала італійська «Аталанта». Влітку 2019 року уклав новий контракт з «Челсі», цього разу з терміном дії до 2022 року, і практично відразу ж була подовжена і його орендна угода з «Аталантою».
22 червня 2020 року хорват уклав контракт з італійським клубом на постійній основі. 14 липня 2020 року в переможному матчі 6–2 проти клубу «Брешія» Маріо оформив перший хет-трик ставши п'ятим хорватом, який досяг цього в Серії А.
30 листопада 2021 року Маріо оформив другий хет-трик в переможному матчі 4–0 проти клубу «Венеція».

## Виступи за збірні
2009 року дебютував у складі юнацької збірної Хорватії, взяв участь у 18 іграх на юнацькому рівні, відзначившись 4 забитими голами.
Протягом 2014–2016 років залучався до складу молодіжної збірної Хорватії. На молодіжному рівні зіграв у 13 офіційних матчах, забив 6 голів.
2014 року дебютував в офіційних матчах у складі національної збірної Хорватії.
У травні 2018 року його було включено до попереднього списку з 32 гравців на чемпіонат світу з футболу 2018 року в Росії, складеного Златко Даличем, але він не потрапив до остаточного списку з 23 гравців.
7 жовтня 2020 року, Маріо забив дебютний гол за національну збірну в товариському матчі, в якому хорвати здобули перемогу 2–1 над збірною Швейцарії.
Наразі провів у формі головної команди країни 75 матчів.

## Особисте життя
Пашалич народився в німецькому місті Майнц, але виріс у Каштел-Гомилиці, Хорватія. Його батько Іван — боснійський хорват. Мати Славіца родом з містечка Врлика. Вони свого часу переїхали до Німеччини через югославські війни.
Маріо є двоюрідним братом футболіста Івана Крстановича.
У червні 2019 року Пашаліч одружився зі своєю давньою подругою Марією Грбешою на острові Чіово. У лютому 2022 року в родині Пашаличів народився син, якого назвали Лукою.

## Статистика виступів

### Статистика клубних виступів
Станом на 25 травня 2025 року
| Сезон                   | Команда                 | Чемпіонат               | Чемпіонат | Чемпіонат | Національний кубок | Національний кубок | Національний кубок | Континентальні кубки | Континентальні кубки | Континентальні кубки | Інші змагання | Інші змагання | Інші змагання | Усього | Усього |
| Сезон                   | Команда                 | Ліга                    | Ігор      | Голів     | Ліга               | Ігор               | Голів              | Ліга                 | Ігор                 | Голів                | Ліга          | Ігор          | Голів         | Ігор   | Голів  |
| ----------------------- | ----------------------- | ----------------------- | --------- | --------- | ------------------ | ------------------ | ------------------ | -------------------- | -------------------- | -------------------- | ------------- | ------------- | ------------- | ------ | ------ |
| 2012–13                 | «Хайдук» (Спліт)        | 1 ХФЛ                   | 2         | 0         | КХ                 | 0                  | 0                  | ЛЄ                   | 0                    | 0                    | -             | -             | -             | 2      | 0      |
| 2013–14                 | «Хайдук» (Спліт)        | 1 ХФЛ                   | 30        | 11        | КХ                 | 3                  | 0                  | ЛЄ                   | 3                    | 0                    | СК            | 1             | 0             | 37     | 11     |
| Усього «Хайдук» (Спліт) | Усього «Хайдук» (Спліт) | Усього «Хайдук» (Спліт) | 32        | 11        |                    | 3                  | 0                  |                      | 3                    | 0                    |               | 1             | 0             | 39     | 11     |
| 2014–15                 | «Ельче»                 | ПД                      | 31        | 3         | КІ                 | 4                  | 0                  | -                    | -                    | -                    | -             | -             | -             | 35     | 3      |
| 2015–16                 | «Монако»                | L1                      | 16        | 3         | КФ+КФЛ             | 3+1                | 2+0                | ЛЧ+ЛЄ                | 4+5                  | 2+0                  | -             | -             | -             | 29     | 7      |
| 2016–17                 | «Мілан»                 | A                       | 24        | 5         | КІ                 | 2                  | 0                  | -                    | -                    | -                    | СІ            | 1             | 0             | 27     | 5      |
| 2017–18                 | «Спартак» (Москва)      | ПЛ                      | 21        | 4         | КР                 | 4                  | 1                  | ЛЧ+ЛЄ                | 6+1                  | 0                    | СКР           | 0             | 0             | 32     | 5      |
| 2018–19                 | «Аталанта»              | A                       | 33        | 5         | КІ                 | 5                  | 2                  | ЛЄ                   | 4                    | 1                    | -             | -             | -             | 42     | 8      |
| 2019–20                 | «Аталанта»              | A                       | 35        | 9         | КІ                 | 1                  | 0                  | ЛЧ                   | 9                    | 3                    | -             | -             | -             | 45     | 12     |
| 2020–21                 | «Аталанта»              | A                       | 25        | 6         | КІ                 | 3                  | 0                  | ЛЄ                   | 5                    | 0                    | -             | -             | -             | 33     | 6      |
| 2021–22                 | «Аталанта»              | A                       | 37        | 13        | КІ                 | 2                  | 0                  | ЛЧ+ЛЄ                | 5+4                  | 1                    | -             | -             | -             | 48     | 14     |
| 2022–23                 | «Аталанта»              | A                       | 32        | 5         | КІ                 | 1                  | 0                  | -                    | -                    | -                    | -             | -             | -             | 33     | 5      |
| 2023–24                 | «Аталанта»              | A                       | 34        | 6         | КІ                 | 5                  | 1                  | ЛЄ                   | 11                   | 1                    | -             | -             | -             | 50     | 8      |
| 2024–25                 | «Аталанта»              | A                       | 34        | 3         | КІ                 | 2                  | 0                  | ЛЧ                   | 10                   | 3                    | СКІ+СУЄ       | 0+1           | 0             | 47     | 6      |
| Усього «Аталанта»       | Усього «Аталанта»       | Усього «Аталанта»       | 230       | 47        |                    | 19                 | 3                  |                      | 48                   | 9                    |               | 1             | 0             | 298    | 59     |
| Усього за кар'єру       | Усього за кар'єру       | Усього за кар'єру       | 354       | 73        |                    | 36                 | 6                  |                      | 67                   | 11                   |               | 3             | 0             | 460    | 90     |

### Статистика виступів за збірну
| Дата       | Місто         | Господарі         | Результат               | Гості      | Турнір                                  | Голи | Примітки |
| ---------- | ------------- | ----------------- | ----------------------- | ---------- | --------------------------------------- | ---- | -------- |
| 4-9-2014   | Пула          | Хорватія          | 2 – 0                   | Кіпр       | товариський матч                        | -    | 61', 62' |
| 7-6-2015   | Вараждин      | Хорватія          | 4 – 0                   | Гібралтар  | товариський матч                        | -    | 65'      |
| 6-10-2017  | Річка         | Хорватія          | 1 – 1                   | Фінляндія  | Відбір до ЧС 2018                       | -    | 85'      |
| 9-10-2017  | Київ          | Україна           | 0 – 2                   | Хорватія   | Відбір до ЧС 2018                       | -    | 88'      |
| 9-11-2017  | Загреб        | Хорватія          | 4 – 1                   | Греція     | Відбір до ЧС 2018                       | -    | 89'      |
| 27-3-2018  | Арлінгтон     | Мексика           | 0 – 1                   | Хорватія   | товариський матч                        | -    | 72'      |
| 6-9-2018   | Фару          | Португалія        | 1 – 1                   | Хорватія   | товариський матч                        | -    | 55'      |
| 15-10-2018 | Рієка         | Хорватія          | 2 – 1                   | Йорданія   | товариський матч                        | -    |          |
| 8-6-2019   | Осієк         | Хорватія          | 2 – 1                   | Уельс      | Відбір до ЧЄ 2020                       | -    | 67'      |
| 11-6-2019  | Вараждин      | Хорватія          | 1 – 2                   | Туніс      | товариський матч                        | -    | 70'      |
| 6-9-2019   | Братислава    | Словаччина        | 0 – 4                   | Хорватія   | Відбір до ЧЄ 2020                       | -    | 83'      |
| 19-11-2019 | Пула          | Хорватія          | 2 – 1                   | Грузія     | товариський матч                        | -    |          |
| 5-9-2020   | Порту         | Португалія        | 4 – 1                   | Хорватія   | Ліга націй УЄФА 2020-2021 - 1º тур      | -    | 61'      |
| 8-9-2020   | Сен-Дені      | Франція           | 4 – 2                   | Хорватія   | Ліга націй УЄФА 2020-2021 - 1º тур      | -    | 66'      |
| 7-10-2020  | Санкт-Галлен  | Швейцарія         | 1 – 2                   | Хорватія   | товариський матч                        | 1    | 75'      |
| 11-10-2020 | Загреб        | Хорватія          | 2 – 1                   | Швеція     | Ліга націй УЄФА 2020-2021 - 1º тур      | -    | 61'      |
| 14-10-2020 | Загреб        | Хорватія          | 1 – 2                   | Франція    | Ліга націй УЄФА 2020-2021 - 1º тур      | -    | 46'      |
| 11-11-2020 | Стамбул       | Туреччина         | 3 – 3                   | Хорватія   | товариський матч                        | 1    | 77'      |
| 14-11-2020 | Сульна        | Швеція            | 2 – 1                   | Хорватія   | Ліга націй УЄФА 2020-2021 - 1º тур      | -    | 63'      |
| 17-11-2020 | Спліт         | Хорватія          | 2 – 3                   | Португалія | Ліга націй УЄФА 2020-2021 - 1º тур      | -    | 64'      |
| 24-3-2021  | Любляна       | Словенія          | 1 – 0                   | Хорватія   | Відбір до ЧС 2022                       | -    | 83'      |
| 27-3-2021  | Рієка         | Хорватія          | 1 – 0                   | Кіпр       | Відбір до ЧС 2022                       | 1    | 66'      |
| 30-3-2021  | Рієка         | Хорватія          | 3 – 0                   | Мальта     | Відбір до ЧС 2022                       | -    | 54'      |
| 1-6-2021   | Велика Гориця | Хорватія          | 1 – 1                   | Вірменія   | товариський матч                        | -    | 26'      |
| 6-6-2021   | Брюссель      | Бельгія           | 1 – 0                   | Хорватія   | товариський матч                        | -    | 61'      |
| 13-6-2021  | Лондон        | Англія            | 1 – 0                   | Хорватія   | ЧЄ 2020 - 1º тур                        | -    | 85'      |
| 28-6-2021  | Копенгаген    | Хорватія          | 3 – 5 д.ч.              | Іспанія    | ЧЄ 2020 - чвертьфінал                   | 1    | 79'      |
| 1-9-2021   | Москва        | Росія             | 0 – 0                   | Хорватія   | Відбір до ЧС 2022                       | -    | 70'      |
| 4-9-2021   | Братислава    | Словаччина        | 0 – 1                   | Хорватія   | Відбір до ЧС 2022                       | -    | 55'      |
| 7-9-2021   | Спліт         | Хорватія          | 3 – 0                   | Словенія   | Відбір до ЧС 2022                       | 1    |          |
| 8-10-2021  | Ларнака       | Кіпр              | 0 – 3                   | Хорватія   | Відбір до ЧС 2022                       | -    | 63'      |
| 11-10-2021 | Осієк         | Хорватія          | 2 – 2                   | Словаччина | Відбір до ЧС 2022                       | -    | 60'      |
| 11-11-2021 | Та-Калі       | Мальта            | 1 – 7                   | Хорватія   | Відбір до ЧС 2022                       | 1    | 62'      |
| 14-11-2021 | Спліт         | Хорватія          | 1 – 0                   | Росія      | Відбір до ЧС 2022                       | -    | 75'      |
| 26-3-2022  | Ер-Райян      | Хорватія          | 1 – 1                   | Словенія   | товариський матч                        | -    | 69'      |
| 29-3-2022  | Ер-Райян      | Хорватія          | 2 – 1                   | Болгарія   | товариський матч                        | -    |          |
| 3-6-2022   | Осієк         | Хорватія          | 0 – 3                   | Австрія    | Ліга націй УЄФА 2022-2023 - 1º тур      | -    | 58'      |
| 6-6-2022   | Спліт         | Хорватія          | 1 – 1                   | Франція    | Ліга націй УЄФА 2022-2023 - 1º тур      | -    | 63'      |
| 10-6-2022  | Копенгаген    | Данія             | 0 – 1                   | Хорватія   | Ліга націй УЄФА 2022-2023 - 1º тур      | 1    |          |
| 13-6-2022  | Сен-Дені      | Франція           | 0 – 1                   | Хорватія   | Ліга націй УЄФА 2022-2023 - 1º тур      | -    | 65'      |
| 22-9-2022  | Загреб        | Хорватія          | 2 – 1                   | Данія      | Ліга націй УЄФА 2022-2023 - 1º тур      | -    | 71'      |
| 25-9-2022  | Відень        | Австрія           | 1 – 3                   | Хорватія   | Ліга націй УЄФА 2022-2023 - 1º тур      | -    | 85'      |
| 16-11-2022 | Ер-Ріяд       | Саудівська Аравія | 0 – 1                   | Хорватія   | товариський матч                        | -    | 65'      |
| 23-11-2022 | Ель-Хаур      | Марокко           | 0 – 0                   | Хорватія   | ЧС 2022 - 1º тур                        | -    | 46'      |
| 27-11-2022 | Ер-Раян       | Хорватія          | 4 – 1                   | Канада     | ЧС 2022 - 1º тур                        | -    | 86'      |
| 1-12-2022  | Ер-Раян       | Хорватія          | 0 – 0                   | Бельгія    | ЧС 2022 - 1º тур                        | -    | 64'      |
| 5-12-2022  | Ель-Вакра     | Японія            | 1 – 1 д.ч. (1 – 3 п.п.) | Хорватія   | ЧС 2022 - 1/8 фіналу                    | -    | 68'      |
| 9-12-2022  | Ер-Раян       | Хорватія          | 1 – 1 д.ч. (4 – 2 п.п.) | Бразилія   | ЧС 2022 - 1/4 фіналу                    | -    | 72'      |
| 13-12-2022 | Лусаїл        | Аргентина         | 3 – 0                   | Хорватія   | ЧС 2022 - Півфінал                      | -    | 46'      |
| 17-12-2022 | Ер-Раян       | Хорватія          | 2 – 1                   | Марокко    | ЧС 2022 - Матч за 3-є місце             | -    | 66'      |
| 25-3-2023  | Спліт         | Хорватія          | 1 – 1                   | Уельс      | Відбір до ЧЄ 2024                       | -    | 76'      |
| 28-3-2023  | Бурса         | Туреччина         | 0 – 2                   | Хорватія   | Відбір до ЧЄ 2024                       | -    | 65'      |
| 14-6-2023  | Роттердам     | Нідерланди        | 2 – 4 д.ч.              | Хорватія   | Ліга націй УЄФА 2022-2023 - Півфінал    | 1    | 24'      |
| 18-6-2023  | Роттердам     | Хорватія          | 0 – 0 д.ч. (4 – 5 п.п.) | Іспанія    | Ліга націй УЄФА 2022-2023 - Фінал       | -    | 61'      |
| 8-9-2023   | Рієка         | Хорватія          | 5 – 0                   | Латвія     | Відбір до ЧЄ 2024                       | 1    | 60'      |
| 11-9-2023  | Єреван        | Вірменія          | 0 – 1                   | Хорватія   | Відбір до ЧЄ 2024                       | -    | 69'      |
| 12-10-2023 | Осієк         | Хорватія          | 0 – 1                   | Туреччина  | Відбір до ЧЄ 2024                       | -    | 62'      |
| 15-10-2023 | Кардіфф       | Уельс             | 2 – 1                   | Хорватія   | Відбір до ЧЄ 2024                       | 1    | 46'      |
| 18-11-2023 | Рига          | Латвія            | 0 – 2                   | Хорватія   | Відбір до ЧЄ 2024                       | -    | 61'      |
| 21-11-2023 | Загреб        | Хорватія          | 1 – 0                   | Вірменія   | Відбір до ЧЄ 2024                       | -    | 46'      |
| 23-3-2024  | Каїр          | Туніс             | 0 – 0 (4 - 5 п.п.)      | Хорватія   | товариський матч                        | -    |          |
| 26-3-2024  | Каїр          | Єгипет            | 2 – 4                   | Хорватія   | товариський матч                        | -    | 67'      |
| 8-6-2024   | Оейраш        | Португалія        | 1 – 2                   | Хорватія   | товариський матч                        | -    | 54'      |
| 15-6-2024  | Берлін        | Іспанія           | 3 – 0                   | Хорватія   | ЧЄ 2024 - 1º тур                        | -    | 65'      |
| 19-6-2024  | Гамбург       | Хорватія          | 2 – 2                   | Албанія    | ЧЄ 2024 - 1º тур                        | -    | 46'      |
| 24-6-2024  | Лейпциг       | Хорватія          | 1 – 1                   | Італія     | ЧЄ 2024 - 1º тур                        | -    | 46'      |
| 5-9-2024   | Лісабон       | Португалія        | 2 – 1                   | Хорватія   | Ліга націй УЄФА 2024-2025 - 1º тур      | -    | 67'      |
| 8-9-2024   | Осієк         | Хорватія          | 1 – 0                   | Польща     | Ліга націй УЄФА 2024-2025 - 1º тур      | -    | 79'      |
| 12-10-2024 | Загреб        | Хорватія          | 2 – 1                   | Шотландія  | Ліга націй УЄФА 2024-2025 - 1º тур      | -    | 19' 46'  |
| 15-10-2024 | Варшава       | Польща            | 3 – 3                   | Хорватія   | Ліга націй УЄФА 2024-2025 - 1º тур      | -    | 70'      |
| 15-11-2024 | Глазго        | Шотландія         | 1 – 0                   | Хорватія   | Ліга націй УЄФА 2024-2025 - 1º тур      | -    | 65'      |
| 18-11-2024 | Спліт         | Хорватія          | 1 – 1                   | Португалія | Ліга націй УЄФА 2024-2025 - 1º тур      | -    | 46'      |
| 20-3-2025  | Спліт         | Хорватія          | 2 – 0                   | Франція    | Ліга націй УЄФА 2024-2025 - чвертьфінал | -    | 60'      |
| 23-3-2025  | Сен-Дені      | Франція           | 2 – 0 д.ч. (5 – 4 п.п.) | Хорватія   | Ліга націй УЄФА 2024-2025 - чвертьфінал | -    | 71'      |
| 6-6-2025   | Фару          | Гібралтар         | 0 – 7                   | Хорватія   | Відбір до ЧС 2026                       | 1    | 71'      |
| Усього     |               | Матчів            | 75                      |            | Голів                                   | 11   |          |

| Дата       | Місто            | Господарі  | Результат | Гості      | Турнір                             | Голи | Примітки  |
| ---------- | ---------------- | ---------- | --------- | ---------- | ---------------------------------- | ---- | --------- |
| 5-3-2014   | Копер (Словенія) | Словенія   | 2 – 1     | Хорватія   | Товариський матч                   | -    | 46'       |
| 28-5-2014  | Загреб           | Хорватія   | 1 – 1     | Україна    | Кваліфікація молодіжного Євро-2015 | -    | 74'       |
| 10-10-2014 | Вулвергемптон    | Англія     | 2 – 1     | Хорватія   | Кваліфікація молодіжного Євро-2015 | -    | 63' - 81' |
| 14-10-2014 | Вінковці         | Хорватія   | 1 – 2     | Англія     | Кваліфікація молодіжного Євро-2015 | -    | 67'       |
| 13-11-2014 | Шибеник (місто)  | Хорватія   | 3 – 0     | Норвегія   | Товариський матч                   | 1    |           |
| 30-3-2015  | Афіни            | Греція     | 0 – 2     | Хорватія   | Товариський матч                   | 1    |           |
| 3-9-2015   | Копривниця       | Хорватія   | 1 – 0     | Грузія     | Кваліфікація молодіжного Євро-2017 | -    |           |
| 7-9-2015   | Тарту            | Естонія    | 0 – 4     | Хорватія   | Кваліфікація молодіжного Євро-2017 | 2    |           |
| 7-10-2015  | Серравалле       | Сан-Марино | 0 – 4     | Хорватія   | Кваліфікація молодіжного Євро-2017 | 1    | 48'       |
| 12-10-2015 | Запрешич         | Хорватія   | 3 – 4     | Росія      | Товариський матч                   | -    | 67'       |
| 11-11-2015 | Шибеник (місто)  | Хорватія   | 4 – 0     | Сан-Марино | Кваліфікація молодіжного Євро-2017 | -    |           |
| 17-11-2015 | Рієка            | Хорватія   | 2 – 3     | Іспанія    | Кваліфікація молодіжного Євро-2017 | 1    | 28'       |
| 10-10-2016 | Треллеборг       | Швеція     | 4 – 2     | Хорватія   | Кваліфікація молодіжного Євро-2017 | -    | 71'       |
| Усього     |                  | Матчів     | 13        |            | Голів                              | 6    |           |

## Титули і досягнення
- Володар Кубка Хорватії (1):

«Хайдук» (Спліт):  2012-2013
- Володар Суперкубка Італії з футболу (1):

«Мілан»:  2016
- Переможець Ліги Європи УЄФА (1):

«Аталанта»: 2023–24
- Бронзовий призер чемпіонату світу: 2022